# 上土地亀
上土地亀（かみどちがめ）は、新潟県新潟市北区の町字。郵便番号は950-3343。

## 概要
1889年（明治22年）から現在の大字。新井郷川上流域の低湿地に位置する。
もとは1879年（明治12年）から1889年（明治22年）まであった上土地亀新田の区域の一部で、1879年（明治12年）に土地亀新田上組が改称して成立した。

### 隣接する町字
北から東回り順に、以下の町字と隣接する。
- 川西
- 美里
- 浦木
- 長戸
- 下土地亀

※ 新井郷川を挟んで葛塚、嘉山と隣接。

## 歴史
土地亀新田（どちかめしんでん）
江戸時代の新田名。1731年（享保16年）の阿賀野川の松ヶ崎本流化に伴い、旧河川跡地の開発権を白勢長兵衛が買得。当地に土着して開発した。検地は1737年（元文2年）。
1754年（宝暦4年）に幕府領となり、土地亀新田上組と土地亀新田下組に分かれる。
土地亀新田上組（どちかめしんでんかみぐみ）
江戸時代から1879年（明治12年）までの新田名。1754年（宝暦4年）に土地亀新田上組から分かれて成立。

### 分立した町字
1889年（明治22年）以後に、以下の町字が分立。
川西（かわにし）
1979年（昭和54年）に分立した町字。
美里（みさと）
上土地亀から分立した町字。

### 年表
- 1879年（明治12年） : 土地亀新田上組が上土地亀新田に改称して成立。
- 1889年（明治22年）4月1日 : 合併により亀浦村の大字となる。当初は上土地亀新田と称した。
- 1901年（明治34年）11月1日 : 合併により長浦村の大字となる。
- 1959年（昭和34年）7月22日 : 合併により豊栄町の大字となり、上土地亀に改称する。
- 1969年（昭和44年）: 1963年（昭和38年）から始まった新井郷川の流路改修により右岸にも上土地亀が存在するようになる。
- 1970年（昭和45年）11月1日 : 豊栄町が市制を施行したため、豊栄市の大字となる。
- 2005年（平成17年）3月21日 : 合併により新潟市の大字となる。
- 2007年（平成19年）4月1日 : 新潟市の政令指定都市移行により、北区の大字となる。

## 世帯数と人口
2018年（平成30年）1月31日現在の世帯数と人口は以下の通りである。
| 大字     | 世帯数  | 人口  |
| -------- | ------- | ----- |
| 上土地亀 | 155世帯 | 379人 |

## 小・中学校の学区
市立小・中学校に通う場合、学区は以下の通りとなる。
| 番地                                                                           | 小学校               | 中学校             |
| ------------------------------------------------------------------------------ | -------------------- | ------------------ |
| 44番地～500番地 633番地～941番地3 957番地1 964番地～971番地 1018番地～2777番地 | 新潟市立葛塚小学校   | 新潟市立光晴中学校 |
| 959番地1 962番地2                                                              | 新潟市立早通南小学校 | 新潟市立早通中学校 |

## 主な企業・施設
- 新潟県立豊栄高等学校
- 新潟市立光晴中学校

## 交通

### 道路
県道
- 新潟県道15号新潟長浦水原線
- 新潟県道46号新潟中央環状線